# Gad Yaacobi
Gad Yaacobi (né le 18 janvier 1935 à Kfar Vitkin, Israël et mort le 27 août 2007), est un auteur, diplomate et homme politique israélien, ancien ministre et ambassadeur.

## Biographie
Il nait le 18 janvier 1935 à Kfar Vitkin en Israël.
Il est, de 1960 à 1961, assistant de Moshe Dayan, ministre de l'Agriculture. En 1968, il rentre au Parti travailliste. Élu député à Knesset en 1969, il est constamment réélu jusqu'en 1992.
Il devient en 1972 vice-ministre des Transports jusqu'en 1974 dans le gouvernement de Golda Meir. Il devient titulaire du poste le 3 juin 1974 dans le gouvernement d'Yitzhak Rabin jusqu'en 1977. Il occupe le poste de ministre de l'Économie et de la Coordination inter-ministérielle en 1984, ministre de l'Économie et du Plan de 1986 à 1988, puis ministre des Communications de 1987 à 1988 dans les 21e et 22e gouvernements de Shimon Peres et reconduit ministre des Communications dans le 23e gouvernement dirigé par Yitzhak Shamir.
De 1992 à 1996, il occupe de poste d'ambassadeur de son pays aux Nations unies.
Il meurt le 27 août 2007 à 72 ans.